# All-Ireland Senior Football Championship 1944
L'All-Ireland Senior Football Championship 1944 fu l'edizione numero 58 del principale torneo di calcio gaelico irlandese. Roscommon batté in finale Kerry, ottenendo la seconda assoluta e consecutiva vittoria della sua storia e finora l'ultima.

## Semifinali
| Dublino 20 agosto 1944 | Roscommon | 5-08 – 1-03 | Cavan | Croke Park (33290 spett.) |

| Dublino 27 agosto 1944 | Kerry | 3-03 – 0-10 | Carlow | Croke Park (40727 spett.) |

### Finale
| Dublino 24 settembre 1944, ore 15:30 BST | Roscommon | 1-09 – 2-04 | Kerry | Croke Park (79245 spett.) |